# Vesterhavsdrenge
Vesterhavsdrenge er en dansk film fra 1950, skrevet og instrueret af Astrid Henning-Jensen og Bjarne Henning-Jensen.

## Medvirkende
- Kjeld Bentzen
- Anne Grete Hilding
- Lars Henning-Jensen
- Preben Lerdorff Rye
- Ejner Federspiel
- Kai Holm
- Karl Stegger
- Karl Jørgensen
- Valsø Holm